# Janina Lewandowska
Janina Antonina Lewandowska, nata Dowbor-Muśnicka (Charkiv, 22 aprile 1908 – 22 aprile 1940), è stata un'aviatrice polacca attiva durante la seconda guerra mondiale, uccisa nel massacro di Katyn' per mano delle forze sovietiche.

## Biografia
Nata nell'impero russo, suo padre Józef Dowbor-Muśnicki fu un prestigioso generale polacco. Da adolescente si unì all'Aero Club di Poznań, dove ottenne i brevetti di aviatrice e paracadutista. All'età di 20 anni divenne la prima donna europea ad essersi paracadutata da più di 5 chilometri d'altezza. Imparò a pilotare gli aerei militari leggeri nel 1937. Poco prima dell'inizio della guerra sposò l'istruttore di volo Mieczyslaw Lewandowski.
Nell'agosto 1939 si arruolò nel 3º Reggimento Militare d'Aviazione stanziato vicino a Poznań, Polonia. Il 22 settembre la sua unità venne fatta prigioniera dalle forze sovietiche. Lewandowska era una dei due ufficiali del gruppo; entrambi vennero portati al campo di prigionia per ufficiali polacchi di Kozel'sk, in Russia. Il suo destino è incerto: si presume che sia stata uccisa nel massacro di Katyn' il giorno del suo 32º compleanno.

## Commemorazioni
Alla base del monumento eretto a Lusów nel 2015 in memoria del generale Józef Dowbor-Muśnicki, sono menzionate entrambe le sue figlie: "Janina Lewandowska, uccisa nell 1940 dall'NKVD a Katyn', e Agnieszka Dowbor-Muśnicka, uccisa dai tedeschi nel massacro di Palmiry".
Il 19 marzo 2020 la Banca Nazionale Polacca coniò una moneta d'argento commemorativa dal valore di 10 złoty in memoria delle due sorelle assassinate. Su una facciata della moneta appare il volto di Janina con a fianco la scritta "Katyn'", mentre sull'altro ne appare uno simile a quello di Agnieszka con la parola "Palmiry".